# René Simões
René Rodrigues Simões ORB OD (Rio de Janeiro, 17 de dezembro de 1952) é um ex-treinador de futebol brasileiro. Atualmente exerce o cargo de coordenador técnico do Zinzane Futebol Clube SAF, clube do futebol carioca.
Parou de comandar equipes em 2017, após quase 40 anos como treinador, que incluíram trabalhos de destaque em grandes clubes nacionais e exteriores e em Seleções, como a Seleção Brasileira Feminina medalhista olímpica em 2004, e a Seleção Jamaicana classificada para a Copa do Mundo FIFA de 1998.

## Carreira

### Início
Simões chegou a jogar pelos juniores de São Cristóvão, Flamengo e Bonsucesso, mas preferiu estudar a continuar a carreira de jogador.
Formado em educação física, é membro do painel de instrutores da FIFA. É o único treinador do mundo que já dirigiu seleções masculinas e femininas em competições oficiais da FIFA e que já comandou todas as categorias de Seleções em Copas do Mundo da FIFA. René também já comandou os selecionados Sub-17 com Trinidad e Tobago e Sub-20 com o Brasil, além da Seleção principal da Jamaica na Copa do Mundo FIFA de 1998.

### Portuguesa
Após passagens por Olaria, Serrano e Mesquita, além dos times juvenis do Vasco e Fluminense, em 8 de julho de 1986 foi contratado pela Portuguesa.

### Seleções Brasileiras de Base
Em 1989, comandou a Seleção Brasileira de juniores no Mundial da categoria, que aconteceu entre fevereiro e março na Arábia Saudita.

### Jamaica
René assumiu a Seleção Jamaicana em 1994, com o objetivo de classificar o time para a Copa do Mundo de 1998. Além de dirigir a seleção, Simões era encarregado de todo o futebol do país, incluindo categorias de base, torneios e seleção feminina. Para começar, procurou seus jogadores, e descobriu que muitos trabalhavam em hotéis (Warren Barrett carregava malas, Theodore Whitmore era barman). Foi para a Inglaterra e achou seis ingleses, filhos de jamaicanos, nos times de lá, jogadores que, não sendo lembrados para a Seleção Inglesa, se valeram da ascendência jamaicana para integrar a seleção daquele país e poder tentar disputar uma Copa. Depois arranjou financiamento, e pediu ajuda à Federação Jamaicana, criando o projeto "Adote um Jogador", que consistia em uma empresa patrocinar um jogador específico, o que atraiu grandes empresas, como Shell, Citibank e Burger King. E organizou o esquema tático para criar um time que que acabaria conquistando uma das vagas da Copa realizada na França. Em 2008, René voltou a dirigir a Jamaica, sem conseguir levá-la à Copa do Mundo FIFA de 2010.
Em 2000, René foi contratado pelo Flamengo (gestão Edmundo dos Santos Silva) como dirigente profissional, não alcançando o sucesso imaginado, demitido pouco menos de três meses após sua contratação. Anos depois exerceu a função de dirigente profissional do Vasco da Gama.

### Seleção Brasileira Feminina
Em Sydney 2000, a Seleção Brasileira Feminina acabara em quarto lugar. Quando René Simões foi contratado, com vistas às Olimpíadas de 2004, investiu especialmente no psicológico: contratou palestrantes, colocou frases motivacionais e, especialmente, deu uma bola de tênis para cada jogadora, para que elas materializassem na bolinha o desejo pela medalha. No plano físico, concentrou totalmente as jogadoras e pediu a elas para fazer um caderno para especificarem o que tinham de melhorar. Como resultado, o time foi vice-campeão olímpico com quatro vitórias (1–0 sobre a Austrália, 7–0 sobre a Grécia, 5–0 sobre o México e 1–0 sobre a Suécia) e duas derrotas para as norte-americanas que mostraram algum progresso: na primeira fase, derrota por 2–0, mas dominando o primeiro tempo, e, na final, derrota por 2–1 na prorrogação, jogando melhor. Depois das Olimpíadas, Simões recebeu diversas propostas (ele aceitou a do Vitória), e o futebol feminino começou a mover dirigentes para criar um campeonato (antes dos jogos, as jogadoras que não atuavam no exterior viviam exclusivamente da Seleção).
Em 2007, Simões lançou um livro sobre sua experiência na seleção feminina, O Dia em que as Mulheres Viraram a Cabeça dos Homens,  que valeu-lhe o prêmio literário do sindicato dos jogadores naquele ano.

### Vitória
Depois do sucesso com a Seleção Feminina, René recebeu diversas propostas de clubes brasileiros e do exterior, e acabou aceitando a do time baiano, que acabara de cair para a Série B do Campeonato Brasileiro. Com discursos cheios de otimismo e conteúdo e com sua experiência internacional, ganhou a confiança da torcida e da imprensa local. No Campeonato Baiano daquele ano, foi campeão invicto, aumentando ainda mais as expectativas para a disputa do campeonato nacional, embora eliminado da Copa do Brasil logo na segunda fase para o Baraúnas.
O começo foi modesto, tendo o time baiano disputando apenas uma vaga para a próxima fase do certame. Com quatro rodadas para o término do campeonato, o Vitória, na oitava posição, garantindo assim a vaga para a fase seguinte, sofreu três derrotas, deixando o clube a um ponto da zona de rebaixamento. Ainda assim, empatando na última rodada, eram necessários que acontecessem, no mínimo, quatro resultados para que o Leão caísse. O que era impossível aconteceu e o Vitória caiu para a Série C, fato inédito na sua história. A diretoria foi trocada antes mesmo de René ser demitido, o que também não demorou mais de um dia para acontecer.

### Coritiba
Em 6 de junho de 2007, René assumiu o comando do Coritiba. O Coxa estava em seu segundo ano na Série B do Campeonato Brasileiro, e o retorno à Primeira Divisão era o grande desafio do técnico. Após a apresentação oficial, com intervalo de algumas horas, Simões seguiu viagem com a delegação para Belém do Pará, onde acompanharia ainda fora dos gramados o jogo contra o Remo, mas já orientando tecnicamente a equipe. Foi a primeira vez que ele comandou uma equipe do Sul do Brasil. Em 24 de novembro sagrou-se campeão brasileiro da Série B, conseguindo o acesso com cinco rodadas de antecedência.
Com a conquista do título e toda a saga para o clube retornar à elite do futebol brasileiro, Simões editou a sua segunda obra literária Do Caos ao Topo: Uma Odisseia Coxa-Branca, que bateu recorde de venda numa rede de livrarias da capital paranaense durante os três dias de lançamento do livro no ano posterior ao retorno à elite, em 2008. Além do destaque como treinador, com esta obra conquistou o Troféu Literário 2008 do Sindicato de Treinadores Profissionais do Rio de Janeiro.

### Fluminense
René Simões fez uma campanha de recuperação pelo Tricolor Carioca no Campeonato Brasileiro de 2008, conseguiu evitar o rebaixamento e ainda classificou a equipe para a Copa Sul-Americana.
Em 2009, como todos os treinadores de futebol brasileiros, René passou por alguns altos e baixos pelo comando técnico do tricolor. Além da eliminação nas semifinais da Taça Guanabara para o Botafogo por 1–0, o treinador estava ameaçado de sair do comando tricolor, caso não conseguisse ganhar o jogo contra o Nacional-PB pela Copa do Brasil. Porém, mesmo com a vitória de 1–0 no jogo de ida e 3–0 no jogo de volta, foi demitido dois dias antes do jogo contra o Mesquita pelo segundo turno (Taça Rio) do Campeonato Carioca, tendo comandado o time em 21 jogos, com 60,32% de aproveitamento no total.

### Retorno ao Coritiba
Após ser demitido do Fluminense, René voltou ao Coritiba em 2009 (justamente no ano de centenário do clube), sendo anunciado em abril. Seu primeiro jogo depois da volta ao Coxa foi pela penúltima rodada do Campeonato Paranaense, contra o rival Atlético, uma vitória por 4–2 que manteve as chances de título do time. René conduziu ainda o clube às semifinais da Copa do Brasil, onde foi eliminado pelo Internacional. Com os maus resultados, que fizeram o time figurar constantemente na zona de rebaixamento, o técnico acabou demitido no dia 9 de agosto.

### Portuguesa
No dia 12 de agosto, apenas três dias depois de ser demitido pelo Coritiba, assinou com o Portuguesa. Acabou pedindo demissão da Lusa após a derrota em casa para o Vila Nova. Mas a principal razão do pedido foi o fato ocorrido depois do jogo, em que conselheiros do clube entraram no vestiário com seus seguranças e ameaçaram jogadores e membros da comissão técnica para que o time voltasse a obter bons resultados.

### Costa Rica
Assinou com a Seleção Costarriquenha no dia 17 de setembro, levando a equipe a alcançar uma vaga na repescagem das Eliminatórias contra uma equipe sul-americana. No entanto, após a eliminação para o Uruguai na repescagem, o treinador deixou o cargo.

### Ceará
No dia 20 de dezembro assinou contrato para comandar o Ceará, mas foi demitido em 1 de fevereiro de 2010, após apenas sete jogos pelo Campeonato Cearense — quando o time ocupava o décimo lugar entre doze equipes.

### Atlético Goianiense
Foi anunciado como o novo treinador do Atlético Goianiense no dia 31 de julho de 2010. Na frente do Dragão, o treinador conseguiu livrar o clube do rebaixamento no Campeonato Brasileiro. No ano seguinte, após um começo de estadual com altos e baixos, foi demitido.

### Bahia
Em abril de 2011, o treinador foi confirmado para dirigir o Bahia. Chegou a Salvador pedindo o apoio da torcida: "Com ela do nosso lado tudo fica muito fácil. Quero ver o torcedor jogando junto, vaiando o adversário". Após vinte jogos, foi demitido pela diretoria do clube em setembro, deixando o tricolor com quatro vitórias, nove empates e sete derrotas.

### Grêmio Barueri
Em setembro de 2011 assumiu o Grêmio Barueri. René até estreou com uma vitória por 2–1 sobre a Ponte Preta, mas foi demitido dois meses depois após uma derrota em casa por 3–1 para o ABC de Natal. Sob seu comando, o Barueri fez 15 gols e sofreu 20.

### São Paulo
No dia 16 de fevereiro de 2012, foi anunciado como o novo diretor-técnico das categorias de base do São Paulo. Desligou-se do cargo no dia 7 de novembro, devido a discordâncias quanto a falta de lisura por parte da diretoria na contratação de jogadores para a base.

### Vasco da Gama
No dia 4 de dezembro de 2012, foi anunciado como o novo diretor executivo do Vasco da Gama. Porém, após pouco meses de trabalho, foi demitido do cargo, por não conseguir desenvolver um trabalho que tenha agradado a diretoria e a torcida vascaína para o seu lugar Ricardo Gomes foi anunciado como diretor executivo.

### Retorno ao Atlético Goianiense
Após ser demitido do cargo de diretor executivo do Vasco, René retornou como treinador, dessa vez voltando ao comando do Atlético Goianiense. Porém, sua passagem foi curta: após oito partidas e seis derrotas, pediu demissão.

### Botafogo
Foi apresentado como treinador do Botafogo no dia 17 de dezembro de 2014, classificando como "talvez o maior desafio da carreira".
Conseguiu levar o Botafogo para a final do Campeonato Carioca de 2015, perdendo o título para o Vasco, onde o placar agregado foi de 3–1 para o rival.
Em 15 de julho, foi demitido do Botafogo por ser eliminado ainda na terceira fase da Copa do Brasil pelo Figueirense. No total comandou o time em 38 jogos, com 22 vitórias, oito empates e oito derrotas. Apesar das alternâncias entre bons e maus resultados, deixou o time na liderança da Série B, com 24 pontos, mesma pontuação de América-MG, Bahia e Náutico.

### Figueirense
No dia 17 de agosto de 2015, René assinou com o Figueirense para a disputa do restante do Campeonato Brasileiro e da Copa do Brasil. No entanto, foi demitido menos de um mês depois, após uma derrota no clássico para o Avaí que colocou o Figueirense na zona de rebaixamento. Assim, René comandou o clube em somente oito partidas, com três vitórias, quatro derrotas e um empate — aproveitamento de 41,6%.

### Macaé
Em 29 de dezembro de 2016, René Simões foi confirmado como novo técnico do Macaé, para o Carioca de 2017. No dia 12 de fevereiro de 2017, a diretoria do clube carioca resolveu trocar o comando da equipe devido aos maus resultados e o mau início no estadual. René ficou a frente do leão praiano em apenas quatro jogos, não conseguindo somar nenhum ponto.

### Fim da carreira de treinador
René Simões anunciou o fim de sua carreira como treinador em 11 de outubro de 2017. Foram quase 40 anos à beira dos gramados, acumulando ótimos trabalhos e trabalhando em grandes clubes nacionais e exteriores e em seleções, como a Seleção Brasileira Feminina, a Seleção Jamaicana, onde conseguiu a classificação para a Copa do Mundo de 1998, a Seleção Costarriquenha, entre outras. Apesar de sua aposentadoria como técnico, Renê terá outra função no mundo do futebol, será um coach, um "mentor" de carreiras de treinadores, um deles Fábio Carille.

### Outros cargos
- Preparador físico: Vasco da Gama (1976 a 1978) e Serrano (1978)
- Superintendente de futebol: Flamengo (2000)
- Diretor-técnico das categorias de base: São Paulo (2012)
- Diretor executivo: Vasco da Gama (2012)
- Coach esportivo: (desde 2017)
- Coordenador técnico: Zinza FC (2023)

## Títulos
Seleção Brasileira
- Sul-Americano Sub-17: 1988
- Sul-Americano Sub-20: 1988

Al-Rayyan
- Liga do Catar: 1990

Seleção Iraniana
- Medalha de bronze nos Jogos Asiáticos: 1998

Seleção Jamaicana
- Copa do Caribe: 1998

Seleção Trinitária
- Copa do Caribe: 2001

Seleção Brasileira Feminina
- Medalha de prata nas Olimpíadas: 2004

Vitória
- Campeonato Baiano: 2005

Coritiba
- Campeonato Brasileiro - Série B: 2007

Botafogo
- Taça Guanabara: 2015

## Condecorações
- Condecorado pela FIFA como técnico da equipe que mais evoluiu no mundo com o time de futebol sênior da Jamaica - 1995
- Condecorado pelo governo brasileiro com a medalha Rio Branco - 1997
- Condecorado pelo governo jamaicano com a medalha Comenda da Distinção - 1999